# Saltos ornamentais no Campeonato Mundial de Esportes Aquáticos de 2011 - Plataforma 10 m individual masculino
A prova da plataforma 10 m individual masculino dos saltos ornamentais no Campeonato Mundial de Esportes Aquáticos de 2011 foi realizada entre os dias 23 de julho e 24 de julho no Shanghai Oriental Sports Center em Xangai.

## Calendário
| Fase       | Data        |
| ---------- | ----------- |
| Preliminar | 23 de julho |
| Semifinal  | 23 de julho |
| Final      | 24 de julho |

## Medalhistas
| Ouro         | Prata              | Bronze             |
| Qiu Bo (CHN) | David Boudia (USA) | Sascha Klein (GER) |

## Resultados
38 saltadores participaram da prova. Para a semifinal classificaram-se 18 atletas dos quais 12 avançaram para a final.
| Pos.              | Saltador             | Nacionalidade   | Preliminar | Preliminar | Semifinal | Semifinal | Final  | Final |
| Pos.              | Saltador             | Nacionalidade   | Pontos     | Pos.       | Pontos    | Pos.      | Pontos | Pos.  |
| ----------------- | -------------------- | --------------- | ---------- | ---------- | --------- | --------- | ------ | ----- |
| Medalha de ouro   | Qiu Bo               | China           | 562.20     | 1          | 579.55    | 1         | 585.45 | 1     |
| Medalha de prata  | David Boudia         | Estados Unidos  | 474.80     | 7          | 486.30    | 4         | 544.25 | 2     |
| Medalha de bronze | Sascha Klein         | Alemanha        | 498.95     | 5          | 502.85    | 2         | 534.50 | 3     |
| 4                 | Victor Minibaev      | Rússia          | 507.00     | 4          | 493.55    | 3         | 527.50 | 4     |
| 5                 | Thomas Daley         | Reino Unido     | 472.70     | 8          | 467.80    | 6         | 505.10 | 5     |
| 6                 | Nick McCrory         | Estados Unidos  | 509.00     | 3          | 458.50    | 7         | 501.65 | 6     |
| 7                 | Iván García          | México          | 475.85     | 6          | 442.85    | 10        | 493.15 | 7     |
| 8                 | Oleksandr Bondar     | Ucrânia         | 423.90     | 14         | 435.60    | 11        | 457.35 | 8     |
| 9                 | Riley McCormick      | Canadá          | 434.70     | 11         | 453.30    | 8         | 444.50 | 9     |
| 10                | Zhou Lüxin           | China           | 528.85     | 2          | 473.75    | 5         | 441.00 | 10    |
| 11                | Peter Waterfield     | Reino Unido     | 415.15     | 17         | 452.80    | 9         | 416.55 | 11    |
| 12                | Kostyantyn Milyaev   | Ucrânia         | 428.75     | 13         | 419.95    | 12        | 407.50 | 12    |
| 13                | Kazuki Murakami      | Japão           | 448.25     | 9          | 415.10    | 13        |        |       |
| 14                | Hugo Parisi          | Brasil          | 434.15     | 12         | 414.90    | 14        |        |       |
| 15                | Jeinkler Aguirre     | Cuba            | 443.55     | 10         | 411.10    | 15        |        |       |
| 16                | Sebastian Villa      | Colômbia        | 414.25     | 18         | 409.35    | 16        |        |       |
| 17                | Víctor Ortega        | Colômbia        | 416.35     | 16         | 402.55    | 17        |        |       |
| 18                | Eric Sehn            | Canadá          | 419.10     | 15         | 388.15    | 18        |        |       |
| 19                | Gleb Galperin        | Rússia          | 413.10     | 19         |           |           |        |       |
| 20                | Martin Wolfram       | Alemanha        | 412.60     | 20         |           |           |        |       |
| 21                | Ooi Tze Liang        | Malásia         | 411.90     | 21         |           |           |        |       |
| 22                | Christofer Eskilsson | Suécia          | 407.65     | 22         |           |           |        |       |
| 23                | Timofei Hordeichik   | Bielorrússia    | 375.20     | 23         |           |           |        |       |
| 24                | Bryan Nickson        | Malásia         | 371.60     | 24         |           |           |        |       |
| 25                | Enrique Rojas        | Venezuela       | 361.40     | 25         |           |           |        |       |
| 26                | James Connor         | Austrália       | 356.60     | 26         |           |           |        |       |
| 27                | Francesco Dell Uomo  | Itália          | 355.40     | 27         |           |           |        |       |
| 28                | Maicol Verzotto      | Itália          | 342.15     | 28         |           |           |        |       |
| 29                | Edickson Contreras   | Venezuela       | 336.00     | 29         |           |           |        |       |
| 30                | Muhammad Nasrullah   | Indonésia       | 327.60     | 30         |           |           |        |       |
| 31                | Rui Marinho          | Brasil          | 326.10     | 31         |           |           |        |       |
| 32                | Michail Tzifas       | Grécia          | 322.40     | 32         |           |           |        |       |
| 33                | Amund Gismervik      | Noruega         | 319.75     | 33         |           |           |        |       |
| 34                | Jonathan Ruvalcaba   | México          | 298.45     | 34         |           |           |        |       |
| 35                | Ri Hyun-Ju           | Coreia do Norte | 237.95     | 35         |           |           |        |       |
| 36                | Jose Antonio Guerra  | Cuba            | 139.90     | 36         |           |           |        |       |
| –                 | Hyon Il-Myong        | Coreia do Norte |            | DNS        |           |           |        |       |
| –                 | Sho Sakai            | Japão           |            | DNS        |           |           |        |       |